# Tamma (plaats)
Tamma is een bestuurslaag in het regentschap Oost-Soemba van de provincie Oost-Nusa Tenggara, Indonesië. Tamma telt 1407 inwoners (volkstelling 2010).